# Józef Przeuski
Józef Przeuski herbu Sulima – miecznik kaliski w latach 1785–1793, konsyliarz konfederacji targowickiej z województwa kaliskiego w 1792 roku.